# Richardplatz
Der Richardplatz im Berliner Ortsteil Neukölln des gleichnamigen Bezirks ist der zentrale Platz und Anger des ehemaligen Dorfes Rixdorf, das nach 1737 in Deutsch-Rixdorf und Böhmisch-Rixdorf geteilt wurde. Er liegt in der Nähe des Karl-Marx-Platzes.

## Name, Lage, Geschichte
Seinen Namen bekam der Platz bereits vor 1877. Er ist auf den Ordenshof Richardshof zurückzuführen, dessen Name wiederum vermutlich auf dessen Gründer, einem Tempelritter namens Richard, beruht. Der Ordenshof wurde 1360 von Hermann von Werberg, Hochmeister des Johanniterordens und Statthalter in der Mark Brandenburg, und von Dietrich von Sasar, dem Komtur des Johanniterordens, zu dem Dorf Richardsdorp, dem späteren Rixdorf, ausgebaut.
Am Richardplatz und in dessen näherer Umgebung befindet sich die älteste Bausubstanz des heutigen Neukölln, die die Reste des alten Rixdorf darstellt. Der Richardplatz ist stets ein kulturelles Zentrum von Neukölln gewesen und geblieben. Neben zahlreichen Festen stellt der Platz unter anderem durch seine Gastronomie einen bekannten Treffpunkt dar. Besonders populär ist der regelmäßig am zweiten Adventswochenende stattfindende traditionell-historische Alt-Rixdorfer Weihnachtsmarkt.
Der Platz ist verkehrsberuhigt und hat seine Ursprünglichkeit und die ruhige, dörfliche Atmosphäre über die Jahrzehnte weitestgehend erhalten.

## Bauwerke (Auswahl)

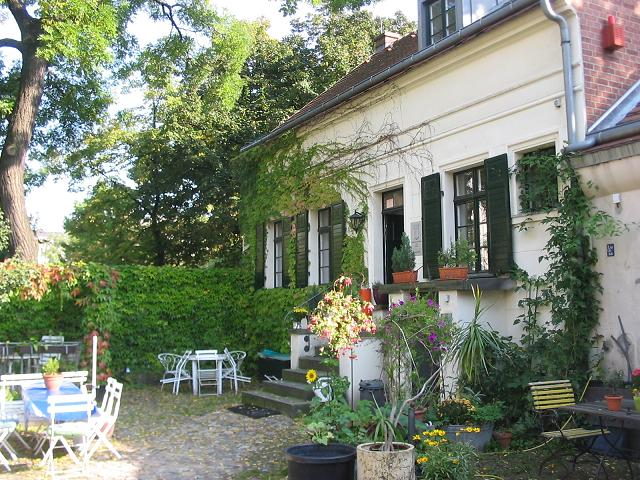
Historische Schmiede am Richardplatz

Direkt am Platz sind alte Gewerbebauten erhalten, wie eine Schmiede und ein Kutschenverleih. Das Fuhrunternehmen Schöne, 1894 gegründet, befindet sich seit 1910 am Richardplatz 18. Die Kutschen und Fuhrwerke können noch besichtigt werden.
Viele der Bauwerke um den Richardplatz stehen seit dem 20. Jahrhundert unter Denkmalschutz und veranschaulichen teilweise den ursprünglichen Charakter des damaligen Dorfs.

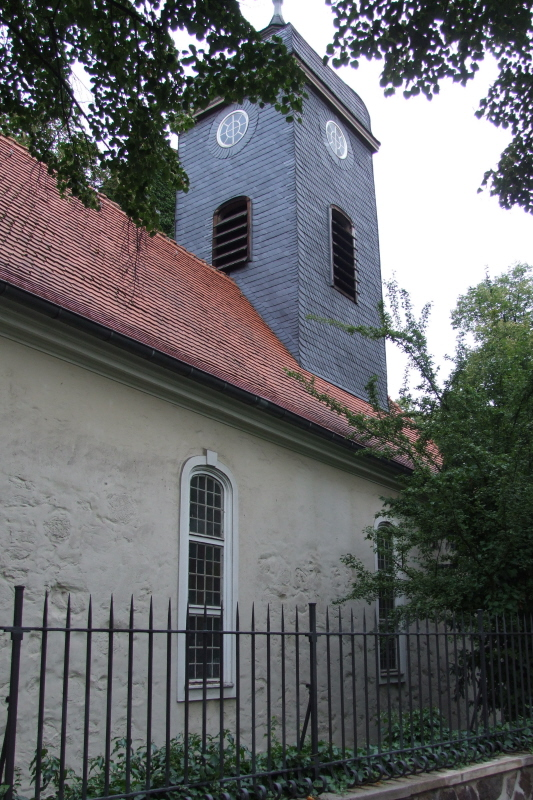
Bethlehemskirche

- Die Bethlehemskirche am Richardplatz 22 war die damalige Rixdorfer Dorfkirche. Urkundlich erwähnt wurde sie erstmals im Jahr 1435. Zu diesem Zeitpunkt war das Bauwerk eine spätmittelalterliche, einschiffige Feldsteinkirche. Während des Dreißigjährigen Kriegs brannte sie 1639 ab und wurde später wieder neu aufgebaut. Von ihrer ursprünglichen Gestalt sind lediglich die Sockelzone des Kirchenschiffes sowie der dreiseitige Chorabschluss erhalten. Umbauten im 18. und 19. Jahrhundert veränderten die Kirche zunehmend. Bei dem letzten größeren Umbau 1939–1941 unter Paul Poser und Walter Peschke wurden die Fachwerksakristei angebaut, die Vorhalle verbreitert und das Dach umgebaut. Zudem bekam sie eine neue Innenausstattung. 1884 war sie an die Böhmisch-lutherische Gemeinde gegangen und bekam von dieser ab 1912 ihren heutigen Namen.[3][4]

- Die historische Schmiede mit der Hausnummer 28 wurde 1949 unter Denkmalschutz gestellt. Da sie als eines der wenigen Gebäude dem großen Brand im Jahr 1849 nicht zum Opfer gefallen war, ist sie eines der ältesten erhaltenen Gebäude Rixdorfs. Sie wird heute als Kunstschmiede genutzt.[5]

- Das fünfgeschossige Wohngebäude Richardplatz 20 Ecke Zwiestädter Straße 2 wurde 1902 erbaut. Wie die Häuser am Richardplatz 1 und 21, die alle in den Jahren 1900–1905 errichtet wurden, entstand es im Stil des altdeutschen Eklektizismus. Die im Original erhaltene Fassade zeigt typische Stuckelemente, Balkongitter und Sprossenteilungen der Fenster.[6]

- Erwähnung verdient auch die Trinkhalle von Reinhold Kiehl, dem Architekten des Neuköllner Rathauses (siehe: Liste der Kulturdenkmale in Berlin-Neukölln) und des Stadtbades, die heute als Imbissstand dient.

## Verkehr und Quartiersmanagement Richardplatz Süd
Um den historischen Charakter des Platzes besser erhalten zu können, hat die Neuköllner Bezirksverwaltung den Platz samt zuführender Straßen zu einer verkehrsberuhigten Zone erklärt.

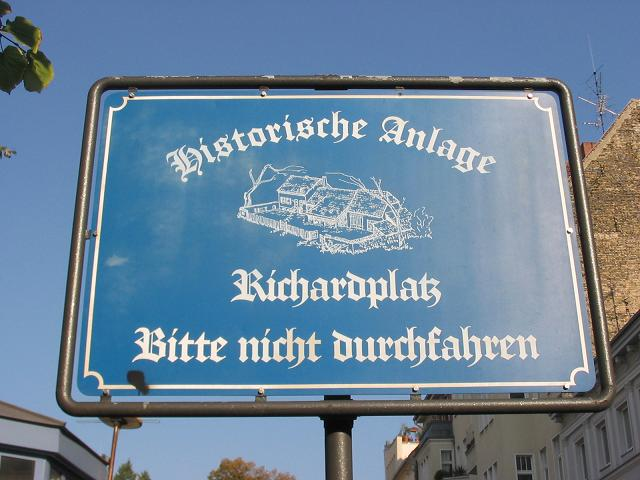
Hinweisschild auf den verkehrsberuhigten Bereich Richardplatz

Am 29. September 2005 nahm wegen zunehmender Verwahrlosung des Stadtbildes und sozialer Brennpunkte das ,Quartiersmanagement Richardplatz Süd’ seine Arbeit auf. Das Quartier wird im Osten durch die Sonnenallee und im Westen durch die Karl-Marx-Straße begrenzt. Die südliche Begrenzung bildet die Saalestraße und im Norden der Richardplatz. Es umfasst ein Gebiet von 44,70 Hektar mit 11.310 Einwohnern.
Die Ziele des Projektes sind vor allem die Verbesserung der individuellen Lebenschancen, die Integration ausländischer Einwohner, die Verbesserung der Wohnbedingungen und der Lebenssituation sowie ein Ausbau der Infrastruktur.